# Polyphylla fullo
Espèce
Polyphylla fullo (noms vernaculaires : le hanneton foulon ou hanneton des pins) est une espèce de gros insectes de l'ordre des coléoptères, de la famille des Scarabaeidae (anciennement des Melolonthidae) et de la sous-famille des Melolonthinae. La larve de ce hanneton se nourrit de racines et l'adulte, de feuilles, en particulier de jeunes aiguilles de pins.

## Dénomination

### Synonymie
Polyphylla fullo (Linnaeus, 1758) a comme synonymes : Polyphylla luctuosa Mulsant, 1842 ; Polyphylla macrocera Reitter, 1891 ; Polyphylla marmorata Mulsant, 1847.

## Distribution
Espèce eurasiatique liée aux lieux sablonneux : côtes atlantiques méditerranéennes et la côte d'opale ; il remonte aussi les fleuves et se trouve localement à l'intérieur des terres.

## Comportement
Surtout actifs au crépuscule, les imagos peuvent striduler avec force en frottant leur abdomen à leur carapace quand on les capture.